# Henrik Ehrnrooth
Henrik Göran Casimir Ehrnrooth, född 7 juli 1954 i Helsingfors, är en finländsk finansman. Han är son till Casimir Ehrnrooth. 
Ehrnrooth blev först agronomie- och forstkandidat och därefter diplomekonom 1981. Han anställdes 1979 vid Pöyry Plc och var från 1985 styrelsemedlem i Jaakko Pöyry-koncernens moderbolag (koncernchef 1991–1995), vidare medlem i styrelsen för Evox Rifa Group Oyj och Otava-Kuvalehdet. Han var en av huvudägarna i Jaakko Pöyry. Han kontrollerar tillsammans med sina bröder Fennogens Investments SA i Luxemburg, som är ägare i vissa finländska börsbolag. 

## Utmärkelser
- Kommendörstecknet av Finlands Vita Ros’ orden,  6 december 2023[3]

[Redigera Wikidata]